# Barrage de Yapraklı
Le barrage de Yapraklı est un barrage de Turquie.

## Sources
- (en) www.dsi.gov.tr/tricold/yaprakli.htm Site de l'agence gouvernementale turque des travaux hydrauliques